# Brother’s Keeper (program)
Brother’s Keeper – program genealogiczny służący do generowania wykresów genealogicznych. Jego autorem jest amerykański programista John Steed.
Pozwala na wprowadzenie m.in. danych genealogicznych, dodawania obszernych notatek, wykazów źródeł, dwóch alternatywnych par rodziców dla każdej osoby.
Na początku lat 1990. oceniany był jako najlepszy program genealogiczny z grupy shareware. Dostępny w wielu wersjach językowych, w polskiej znany pod nazwą Stróż Brata Swego.